# راشل لیکار
راشل وندی بارتولومیو (زاده ۲۲ فوریه ۱۹۹۴)، که با نام هنری خود راشل لیکار شناخته می‌شود، خواننده و ترانه‌سرای استرالیایی است که در آدلاید، استرالیای جنوبی متولد و بزرگ شده‌است.
لیکار با ورم رنگیزه‌ای شبکیه متولد شد و (از سال ۲۰۱۲) از نظر قانونی نابینا بود و تنها ۱۰٪ عملکرد بینایی دارد. او در سنین پایین عشق خود را به موسیقی پیدا کرد و از آن زمان به خوانندگی و ساز مشغول بوده‌است. او در نه سالگی آموزش خوانندگی را آغاز کرد و بخش زیادی از دوران کودکی خود را با آواز خواندن به زبان ایتالیایی گذراند که نتیجه گذراندن وقت با پدربزرگ و مادربزرگ ایتالیایی اش بود.

## زندگی شخصی
لیکار سال ۱۲ را در سال ۲۰۱۱ به پایان رساند و با موفقیت برای آسیب‌شناسی گفتار در دانشگاه فلیندرز درخواست داد. لیکار در ابتدا دوره را به تعویق انداخت تا روی حرفه خود در موسیقی تمرکز کند، اما تحصیلات خود را در سال ۲۰۱۴ آغاز کرد. در فوریه ۲۰۱۴، لیکار آموزش را با سگ راهنمای انجمن سلطنتی نابینایان خود، Ella به پایان رساند.
راشل در سال ۲۰۲۲ با دوست پسر قدیمی خود ازدواج کرد او در اوت ۲۰۲۳ اعلام کرد که منتظر اولین فرزندش در دسامبر ۲۰۲۳ است.

## آهنگ‌شناسی

### آلبوم‌های استودیویی
| عنوان               | جزئیات آلبوم                                                                                 | اوج موقعیت‌های نمودار |
| عنوان               | جزئیات آلبوم                                                                                 | AUS                  |
| ------------------- | -------------------------------------------------------------------------------------------- | -------------------- |
| ستاره دنباله دار    | - منتشر شده: ۱۳ ژوئیه ۲۰۱۲ - فرمت‌ها: سی دی، دانلود دیجیتال - برچسب: یونیورسال موزیک استرالیا | ۵                    |
| رمانتیک             | - منتشر شده: ۲۶ آوریل ۲۰۱۳ - فرمت‌ها: سی دی، دانلود دیجیتال - برچسب: یونیورسال موزیک استرالیا | ۱۰                   |
| خورشید پدیدار می‌شود | - منتشر شده: ۱۱ آوریل ۲۰۱۴ - فرمت‌ها: سی دی، دانلود دیجیتال - برچسب: یونیورسال موزیک استرالیا | ۳۸                   |
| سایه‌ها              | - منتشر شده: ۷ آوریل ۲۰۱۷ - فرمت‌ها: سی دی، دانلود دیجیتال - برچسب: FanFare                   | 25                   |
| با هم برای کریسمس   | - منتشر شده: ۲۵ اکتبر ۲۰۱۹ - فرمت‌ها: سی دی، دانلود دیجیتال - برچسب: RL Music                 | -                    |

### تک آهنگها
| عنوان                                      | سال  | اوج موقعیت‌های نمودار | آلبوم             |
| عنوان                                      | سال  | AUS                  | آلبوم             |
| ------------------------------------------ | ---- | -------------------- | ----------------- |
| "بازم به خانه"                             | ۲۰۱۲ | -                    | ستاره دنباله دار  |
| "مراقب گرگ باش"                            | ۲۰۱۷ | -                    | سایه‌ها            |
| "آنچه به شما نمی‌گویند"                     | ۲۰۱۷ | -                    | سایه‌ها            |
| "سایه ها"                                  | ۲۰۱۷ | -                    | سایه‌ها            |
| "آوه ماریا" (with Lara Nakhle)             | ۲۰۱۸ | -                    | با هم برای کریسمس |
| "—" نشان دهنده ضبطی است که نمودار نشده‌است. |      |                      |                   |

### تک آهنگ‌های تبلیغاتی
| عنوان                                   | سال  | اوج موقعیت‌های نمودار | آلبوم            |
| عنوان                                   | سال  | AUS                  | آلبوم            |
| --------------------------------------- | ---- | -------------------- | ---------------- |
| " زندگی به‌رنگ صورتی "                   | ۲۰۱۲ | ۱۸                   | ستاره دنباله دار |
| " بر فراز رنگین کمان "                  | ۲۰۱۲ | ۴۷                   | ستاره دنباله دار |
| " دست‌ها "                               | ۲۰۱۲ | ۱۵                   | ستاره دنباله دار |
| " یکی که مراقب من باشه "                | ۲۰۱۲ | ۴۱                   | ستاره دنباله دار |
| " شبهایی در ساتن سفید (Notte Di Luce) " | ۲۰۱۲ | ۴۳                   | ستاره دنباله دار |
| " لبخند "                               | ۲۰۱۲ | ۳۴                   | ستاره دنباله دار |
| "ستاره دنباله دار"                      | ۲۰۱۲ | ۳۱                   | ستاره دنباله دار |